# ユーチン・ツェン
ユーチン・ツェン（曾 宇謙 / Yu-Chien Tseng、1994年8月24日 - ）は、台湾のヴァイオリニスト。

## 略歴
1994年、台湾の新北市生まれ。5歳でヴァイオリンをはじめ、6歳で台北市交響楽団にデビュー。台湾では、林柏山、沈英良、李宜錦、陳沁紅に師事する。 2008年以来、カーティス音楽院でIda KavafianとAaron Rosand教授に師事する。2009年に第10回サラサーテ国際ヴァイオリン・コンクールで1位、サラサーテ演奏賞を史上最年少で受賞。2010年第53回パガニーニ国際コンクールで最優秀演奏賞を受賞。2011年ユン・イサン国際ヴァイオリン・コンクール第1位。2015年チャイコフスキー国際コンクールではヴァイオリン部門最高位。以後、世界各国の多くのオーケストラと共演している。

## 来日公演
2019年3月に初来日公演。現在、台湾をはじめ、アメリカ、ヨーロッパ、アジアの各都市でリサイタルを行っている。ロンドン・フィル、ミュンヘン・フィル、マリインスキー管、チェコ・フィル、フィラデルフィア管弦楽団、フィルハーモニア管弦楽団、ロシア・ナショナル管弦楽団等とゲルギエフ、ビエロフラーヴェク、サロネン、プレトニョフ等の指揮で共演。

## 録音
ドイツ・グラモフォンと契約、2枚目のCDでプレトニョフ指揮ロシア・ナショナル管とヴァイオリン協奏曲を含むチャイコフスキー作品集を録音。

## 主な受賞歴
- 2006年、ユーディ・メニューイン国際コンクール、ジュニア部門で第3位。
- 2009年、パブロ・サラサーテ国際ヴァイオリン・コンクールで第1位。
- 2010年、パガニーニ国際コンクール、エンリコ・コスタ博士記念賞、パガニーニ友の会賞を受賞。
- 2011年、チャイコフスキー国際コンクールで審査員特別賞を受賞。
- 2011年、イサン・ユン国際コンクールで第一位、Isang yun特別獎。
- 2012年、エリザベート王妃国際音楽コンクールで第四位。
- 2015年、シンガポール国際ヴァイオリンコンクールで第一位[7]。
- 2015年、チャイコフスキー国際コンクールヴァイオリン部門最高位。